# 石山乡 (泰和县)
石山乡是江西省泰和县下辖的一个乡。

## 行政区划
石山乡现辖个居委会和9个村委会。
| 居委会 |                                                        |
| 村委会 | 石山、良友、冻边、社背、上居、老张家、良坛、齐塘、洲下 |